# Buena Vista (Bolivie)
Pour les articles homonymes, voir Buena Vista.
Buena Vista est une ville de Bolivie, chef-lieu de la province d'Ichilo, dans le département de Santa Cruz.